# Лир
Лир (хол. Lier) је општина у Белгији у региону Фландрија у покрајини Антверпен. Према процени из 2007. у општини је живело 33.259 становника.

## Становништво
Према процени, у општини је 1. јануара 2015. живело 34.652 становника.
| 1984.  | 2000.  | 2010. | 2015. |
| ------ | ------ | ----- | ----- |
| 31.209 | 32.191 | 33930 | 34652 |